# Slobodan Antić
Slobodan Antić est un footballeur yougoslave et serbe né le 13 novembre 1950 à Niš (Serbie). Il évoluait au poste de milieu de terrain.

## Biographie
Il est recruté par Nancy en 1979 pour  remplacer Michel Platini comme meneur de jeu. Mais une grave blessure limite son rayonnement sur le terrain. Il fait une nouvelle tentative décevante en Division 2 avec Marseille deux ans après.

## Carrière de joueur
- 1968-1979 : Radnički Niš  Yougoslavie
- 1979-1980 : AS Nancy-Lorraine  France
- 1980-1981 : Radnički Niš  Yougoslavie
- 1981-1983 : Olympique de Marseille  France[1]

## Palmarès
- 28 matches et 8 buts marqués en Division 1  avec l'AS Nancy-Lorraine

## Source
- Marc Barreaud, Dictionnaire des footballeurs étrangers du championnat professionnel français (1932-1997),Editions l'Harmattan, 2001. cf. notice du joueur pages 248-249